# 物理学の未解決問題
物理学の未解決問題（ぶつりがくのみかいけつもんだい）では、物理学における未解決問題を挙げる。 物理学の基礎レベルにおいても、また日常みられる複雑な現象においても、未解明の現象は多数存在し、以下に挙げたものはその少数の例にすぎない。

## 概要
われわれが暮らす自然の振る舞いを理論として、何らかの形式にもとづいて説明することを試みる物理学において、未解決問題の多くはこれら2つの領域の関係として2種類に大別することができる。 ひとつは自然の側から理論へと問いかけるものであり、自然が示す現象や観察結果を既存の理論が未だ説明できない場合である。 他方は、理論が自然へと問うものであり、ある提案されている理論やそれが予測する新たな現象を検証したりより深く調査するための実験を行うことが、現在のところ非常に困難な場合である。 物理学を含め科学の歴史は、基本的にこれら2種類の問いを解決するという営みが両輪となって発展してきた。
ただし、こうした分類も万能なものとはなりえず、問いはしばしば他の学問分野における問いとも関連する。 例えば、統計力学と熱力学との関係を問う問題は、記述のレベルの異なる2つの既存の理論が一方から他方を完全には説明しきれていない問題であり、普通問題はエルゴード理論として数学的問いに集約されると考えられている。 一方、量子論と相対性理論は量子重力という新たな理論によって統合されるべきだと考えられている。また問いには、常温核融合やオーロラの音のように、理論的説明の前にその自然現象そのものの存在に対して意見が分かれるものもある。 

## 主な未解決問題
宇宙の終焉
ダークマター
量子重力理論
ブラックホール、ブラックホール情報パラドックス、ホーキング放射
階層性問題
超新星爆発
大統一理論
ヤン–ミルズ方程式と質量ギャップ問題
ナビエ–ストークス方程式の解の存在と滑らかさ

### 理論によって説明されていない未解明の現象
降着円盤ジェットなぜ、活動銀河核のような特定の天体の周りにある降着円盤は、両極軸に沿って相対論ジェットを放射するのか。
加速膨張する宇宙観測されているように、なぜ宇宙の膨張が加速しているのか。この加速の原因となっているダークエネルギーの性質とは何か。 もしそれが、宇宙定数によるものであるとするならば、なぜ、その定数はそれほどまでに小さいのにもかかわらず0ではないのだろうか。なぜ、多くの場の量子論によって予言されているように、巨大ではないのか。また、なぜ、未知の対称性によって0ではないのか。宇宙の終焉はいったいどのようなものなのか。
アモルファス固体流体と通常の固体、ガラス相との間の相転移の性質とはいったい何か。ガラスの一般的な特性を生じさせている物理的な過程とは何か。
時間の矢なぜ空間と違って時間は一方向にしか進まないのか。なぜ過去は低いエントロピーであった宇宙は、過去と未来が区別できるようになり、熱力学第二法則を持つに至ったのか。

バリオン非対称性なぜ宇宙には反物質よりも圧倒的に多くの物質が存在するのか。

宇宙定数なぜ真空の零点エネルギーによって、大きな宇宙定数にならないのか。何がその値を打ち消しているのか。
基礎物理定数物理定数はそのどれもが絶妙に調整されているかのような値でこの宇宙や物質、生命を形成している。これらの値は定数の異なる別の宇宙が無限に存在する（多元宇宙論）ことで定まっているのか、偶然定まったものか、あるいは何か別の要因や過程があるのか（微調整された宇宙も参照）。
銀河の回転曲線問題なぜ銀河の外縁部は内縁部と同じ速度で旋回しているのか。ありうる説明として、暗黒物質と修正ニュートン力学が提案されているが、そのうちの片方が真実なのか、それとも両方なのか。
高エネルギー宇宙線なぜ、宇宙線のうちのいくつかは「神の素粒子」と呼ばれるほどの非常に高いエネルギーをもっているのか。地球近辺には十分にエネルギーのある宇宙線源がないにもかかわらず、なぜそれほどのエネルギーを持っているのか。遠くの線源から放射される宇宙線のうちのいくつかが明らかにGZKカットオフ以上のエネルギーを持っているのはなぜか。
高温超伝導体なぜ特定の材料は約50Kより非常に高い温度で、超伝導を示すのか。
ニュートリノ質量ニュートリノに質量を与える仕組みはいったい何か。ニュートリノはそれ自身の反粒子でもあるのか。
地球フライバイ・アノマリー地球に双曲線軌道で接近したいくつかの太陽系探査機にみられる、計算と一致しない小さな速度変化の原因は何か。
天文単位の永年増加天文単位系では惑星の動きが力学法則に従っているのに、レーダー観測では惑星は遠ざかっているというデータが得られており、メートルに対して天文単位が増加しているようにみえる。 この現象はどう説明するのか。
月の離心率の増大月は潮汐摩擦によってゆっくり遠ざかっているが、同時に軌道が少しずつひしゃげていることがレーザー観測から判明している。 力学的モデルとは一致しないこの離心率のわずかな拡大の原因は何か。
乱流乱流（特にその内部構造）の振る舞いを記述する理論上のモデルを構築することは可能か。
太陽物理学なぜ、太陽のコロナは太陽表面よりもはるかに熱いのか。
エルゴード理論の証明集合平均と時間平均は一致するのか。
非対称性の起源宇宙において、非対称の起源となっているものは何か。
流星の音、オーロラの音流星と同時に聴こえるとされる音は実在のものだろうか。提案されている電磁波音のような理論は、それを説明するものとなるだろうか。また、同じく古くから伝えられているオーロラの音は本当に存在するのだろうか。存在するなら、それは流星の音と関係したものか、もしくはまったく別なのか。
凝縮系核反応

### 自然において確認されていない問い・予測
アクシオンPeccei-Quinn理論（もしくは機構）は強いCP問題の解となるのか。予測されたアクシオンの特性は何か。
宇宙のインフレーション理論は正しいのか。もしそうならば、インフレーションが発生した時の詳細はどのようなものか。それを引き起こす仮のインフレーション場とは何か。
超光速光より速く進むことは可能か。
磁気単極子磁荷を持つ素粒子は存在するのか。もしそうならば、どうしてそれらを検出するのが困難なのか。
陽子崩壊標準模型以降の多くの理論は陽子崩壊を予言している。陽子は崩壊するのだろうか。もしそうならば、その半減期はどのくらいか。
非摂動的領域における量子色力学（QCD）QCDの方程式は原子核レベルのエネルギースケールでは未解決である。QCDは原子核および核構成の物理学をどのように作り上げていくのか。
量子重力どのようにすれば、量子力学は一般相対性理論と統合されて「万物の理論」と呼ばれる理論が構築できるのか。弦理論は量子重力理論への道の途上なのだろうか、それとも袋小路の理論なのだろうか。プランクスケールでの物理的現象について実験と一致する結果を導き出す方法があるのだろうか。
対応原理を適用した量子力学量子力学の好ましい解釈はあるのか。状態の重ね合わせと波動関数の崩壊のような要素を含む現実の量子の振る舞いの記述は、我々が見ている現実をどのようにして引き起こすのか。
超対称性超対称性は本当に実現されている対称性なのか。もしそうならば、超対称性はどのような機構で破れるのか。
テクニカラー電弱対称性を破る機構は、強結合ダイナミクスなのか。
超対称性粒子と新粒子
超対称性理論によって予測されている超対称性粒子は、現実に存在するのか。観測できるのか。また、未発見の標準模型を超える物理現象はあるのか。
余剰次元
超弦理論によって予測されている「余剰次元」は現実に存在しているのか。また、加速器によって観測できるのか。

## 近年解決された問題
- 量子コンピュータ: 量子ビットを用いて計算を行う実用的なコンピュータは開発可能か。
- 短ガンマ線バーストの起源(1993年[6]–2017年): 連星の中性子星の合体より生じたキロノヴァ爆発と短ガンマ線バーストGRB 170817Aが電磁波と重力波GW170817の両方において検出された[7][8]。
- 失われたバリオン問題（英語版）(1998年[9]–2017年): 失われたバリオンは熱い銀河系間の気体中にあると2017年10月に示された[10][11]。
- 時間結晶の存在 (2012年–2016年): 2016年、時間結晶の発想が独立の2つのグループ（Khemani et al.[12]とElse et al.[13]）から提案された。2つのグループとも時間的に無秩序で周期的な小さな系では時間結晶の現象を観察できることを示した。Norman Yaoらは実験室環境におけるモデル（同じ質的特徴を持つ）に対する計算を拡張した。その後、メリーランド大学のクリストファー・モンロー率いるグループとハーバード大学のMikhail Lukin率いるグループの2つのチームにより用いられた。両チームとも実験室での時間結晶の証拠を示すことができ、短期間で系が予測されたものと同様のダイナミクスを示すことを証明した[14][15]。
- 重力波の存在 (1916年–2016年): 2016年2月11日、Advanced LIGOチームは2つのブラックホールが合体したことによる重力波を直接検出したことを発表した[16][17][18]。 これは連星のブラックホールの初めての検出でもあった。
- 抜け穴のないベルテスト実験の実行 (1970年[19]–2015年): 2015年10月、Kavli Institute of Nanoscienceの科学者らが「抜け穴のないベルテスト」の研究に基づき局所的に隠れた変数仮説の失敗が96%の信頼水準で裏付けられていると報告した[20][21]。これらの結果は5標準偏差を超える統計的有意性を用いた2つの研究により確認された[22][23]。
- ペンタクォークの存在 (1964年–2015年): 2015年7月、CERNでのLHCb共同研究により、Λ0
b→J/ψK−pチャネル（ボトムラムダバリオン(Λ0
b)のジェイプサイ中間子(J/ψ)、K中間子(K−
)、陽子(p)への崩壊を表す）でペンタクォークが特定された。この結果はΛ0
bは直接中間子とバリオンに崩壊する代わりに時々中間にペンタクォーク状態を介して崩壊することを示す。P+
c(4380)とP+
c(4450)という2つの状態はそれぞれ9 σと12 σの統計的有意性を持ち、15 σの結合有意を持つため、正式な発見を主張するのに十分である。2つのペンタクォーク状態はどちらも強く減衰しJ/ψpになることが観測されたため、チャーモニウム-ペンタクォークを作り出す2つのアップクォーク、1つのダウンクォーク、チャームクォーク、反チャームクォーク(uudcc)の価クォークを中に持つ必要がある[24]。
- Photon underproduction crisis (2014年–2015年): この問題はKhaireとSrianandにより解決された[25]。彼らはアップデートされたクエーサーと銀河の観測を用いて2倍から5倍のメタガラクティック光イオン化率が容易に得られることを示している。クエーサーの近年の観測では、紫外光子に対するクエーサーの寄与が以前の推定よりも2倍大きいことを示している。修正された銀河の貢献度は3倍になる。これらはともにcrisisを解決する。
- 球電の存在 (1638年[26]–2014年): 2014年1月、蘭州市にある西北師範大学の科学者らが2012年7月に中国の青海高原で行った雲対地雷の研究中に起こった自然の球雷と考えられるものの光スペクトルの記録の結果を発表した[27][28]。900 m (3,000 ft)の距離で、通常の雷が地面に当たった後の球雷の形成からその現象の光減衰までの合計1.3秒の球電のデジタルビデオとそのスペクトルが作成された。記録された球電は大気中で急速に酸化する蒸発した土壌成分であると考えられている。真の理論の本質はまだ明らかになっていない[28]。
- ヒッグス粒子と電弱対称性の破れ (1963年[29]–2012年): WとZボソンに質量を与える電弱ゲージ対称性の破れの原因となっている機構は、ウィークボソンへの期待されるカップリングで標準模型のヒッグス粒子の発見により解決された。テクニカラーにより提案されているように、強力なダイナミクス解の証拠は観測されていない。
- ヒッパルコス・アノマリー (1997年[30]–2012年): 高精度視差観測衛星 (The High Precision Parallax Collecting Satellite, Hipparcos) はプレアデス星団の視差を測定し、385光年の距離を決定した。これは、実際の見かけの明るさの測定もしくは絶対等級により行われた他の測定とは大きく異なっていた。この異常（アノマリー）は星団内の星の距離と距離誤差の間に相関がある場合に加重平均を用いたことが原因であった。これは非加重平均を用いることで解決される。星団に関してはヒッパルコスのデータに体系的な偏りはない[31]。
- 超光速ニュートリノ・アノマリー (2011年–2012年): 2011年、OPERAにより誤ってニュートリノが光より速く移動するように見えるのが観測された。2012年7月12日にOPERAは論文を更新し、計算に新たなエラーの原因を含めた。これによりニュートリノの速度と光の速度に一致が見られた[32]。
- パイオニア・アノマリー (1980年–2012年): 太陽系外に脱出したことにより、パイオニア探査機の加速度が予測されたものとは逸脱していた[33][34]。これは、これまで考慮されてこなかった熱反跳力の結果であると考えられている[35][36]。
- 連星ブラックホールに対する数値解 (1960年代–2005年): 一般相対論における二体問題の数値解は40年の研究の末に達成された。2005年（数値相対論のアヌス・ミラビリス）、3つのグループにより画期的な手法が考案された[37]。
- 長期間のガンマ線バースト (1993年[6]–2003年): 長期間のガンマ線バーストは一般的にコラプサーと呼ばれる特定の種類の超新星のような出来事における大質量星の死に関連している。しかし、スウィフトにより発見されたGRB 060614のように関連する超新星に対する証拠を示す長期間ガンマ線バーストもある。
- 太陽ニュートリノ問題 (1968年[38]–2001年): ニュートリノ物理学の新たな理解により解決され、素粒子物理学の標準模型、特にニュートリノ振動の修正が必要となった。
- ボース＝アインシュタイン凝縮の作成 (1924年[39]–1995年): 希原子蒸気の形の複合ボソンを、レーザー冷却および気化冷却（英語版）の技術を用いて量子縮退まで冷却した。
- 宇宙年齢問題（英語版） (1920年代–1990年代): 宇宙の推定年齢は天の川で最も古い星の推定年齢より約30億から80億年若かった。星までの距離についてのより良い推定、さらに宇宙の加速する拡大の認識によりこの推定年齢は調整された。
- クエーサーの性質 (1950年代–1980年代): クエーサーの性質は何十年もの間理解されていなかった[40]。現在これらは、巨大なエネルギー出力が銀河の中心にある巨大なブラックホールに落下する物質から生じる活動銀河の一種として受け入れられている[41]。